# Seabria
Seabria is een kevergeslacht uit de familie van de boktorren (Cerambycidae). De wetenschappelijke naam van het geslacht werd voor het eerst geldig gepubliceerd in 1952 door Corinta-Ferreira & Veiga-Ferreira.

## Soorten
Seabria omvat de volgende soorten:
- Seabria mossambica (Distant, 1898)
- Seabria orientalis (Hintz, 1909)